# Eifelmast
Eifelmast er en højspændingsmast der bærer en 400 kV-luftledning.
Masten er en gittermast af zinkgalvaniseret konstruktionsstål. Den står på et fundamentet af jernbeton og har en højde på ca. 51 m.
Masten er udstyret med flere jordtråde, der beskytter den mod lynnedslag. I jordtrådene er der integreret lyslederkabeler, der kan anvendes til overvågning og kommunikation.
Masten er placeret på Sjælland mellem Helsingør og Kalundborg (heraf Højspændingsforbindelsen Asnæsværket-Bjæverskov), som en del af strækningen fra Skibstrupgård ved Helsingør til Asnæsværket ved Kalundborg. Masten bruges også mellem Hovegård og Kyndbyværket ved Kyndby Huse (Højspændingsforbindelsen Hovegård-Kyndbyværket). Efter 45 år er masterne udslidte, og udskiftes med samme type omkring 2025.